# سري علم
السلطان سري علم، المعروف أيضًا باسم السلطان المغولي (ت. 1579)، هو السلطان السادس لآتشيه في شمال سومطرة. قاد فترة حكم قصيرة جدًا في عام 1579 قبل خلعه وقتله.
هو أحد أبناء السلطان علاء الدين القهار الخمسة. قبل توليه العرش كان يحكم باريامان، وهي مدينة ساحلية تقع على الساحل الغربي لسومطرة. عندما توفي شقيقه الأكبر علي رعاية شاه الأول عام 1579، خلفه لفترة وجيزة ابنه الرضيع سلطان مودا. وسرعان ما توفي الأخير، وذهب العرش إلى السلطان المغولي الذي اتخذ اسم السلطان سري علم. وفقا لتاريخ حكايات آتشيه كان كريمًا بشكل مفرط، لكن بسبب ذلك فرغت خزانة السلطنة، وجده اثنان من كبار المملكة يُدعى المهراجا ومالك غير مناسب فعزلوه بعد فترة حكم قصيرة جدًا. وخلفه ابن أخيه زين العابدين.